# Catocala variegata
Catocala variegata är en fjärilsart som beskrevs av Barend J. Lempke 1949. Catocala variegata ingår i släktet Catocala och familjen nattflyn. Inga underarter finns listade i Catalogue of Life.